# 釧根開発
釧根開発株式会社（せんこんかいはつ）は、北海道標津郡中標津町に本社を置く土木建設業の会社である。

## 概要
1963年4月に松實武夫が松實興産を創業その後1968年に釧根開発株式会社として法人化した。グループ企業10社を持つ。
釧根開発グループの中心企業である。
創業者の松實武夫は当時、商工会長・観光協会会長・交通安全協会長など20以上の中標津町の要職をうけており町発展を語るのに欠かせられない人物のひとりであった。また、グループ全体の職員数も中標津町の約460人に次ぐ人数を抱える主要企業のひとつである。

## グループ企業
- 釧根開発運輸株式会社
- 株式会社釧根自動車整備工場
- 株式会社北武商事
- 開盛コンクリート株式会社
- 株式会社旭観光バス
- 株式会社北都ハイヤー
- 北武レンタリース
- 株式会社トーヨーグランドホテル
- 株式会社エフ・エムコーポレーション
- 株式会社さんわ

### 過去グループ内にあった企業・店舗
- 羅臼砂利砕石株式会社
- カラオケ　ラビット

## その他
- テレビドラマ　『火曜サスペンス劇場・北の警察署長』（1998年）のロケではトーヨーグランドホテルが使用されており、同グループの役職員が多数エキストラで出演している。